# 이촌로
이촌로(二村路)는 서울특별시 용산구 한강로3가 GS한강에클라트 앞 청파로부터 서빙고동 신동아아파트 입구까지 잇는 도로이다. 이 도로는 서빙고로와 마찬가지로 강변북로와 나란히 평행을 한다. 그래서 용산전자상가까지 갈 수도 있다.
이촌로(이촌동길)에서는 서빙고동 신동아아파트 쪽으로도 갈아탈 수 있는 도로이기도 하여, 강변북로와 연결되는 지점이기도 하다. 그래서, 강변역, 영동대교, 성수대교, 서빙고로 지점 등에서 강변북로 일산방향 쪽으로 갈아탈 때에도 서빙고동 신동아아파트로 진입하여 역P턴을 해 이촌동길로 빠져나가 직진을 하면 동작대교를 탈 수 있고 여기서 또 역P턴을 하면 반포대교를 충분히 갈아탈 수도 있다. 그러므로, 강변북로 일산방향에서도 동작대교와 반포대교를 충분히 갈아탈 수는 있다.

## 교차점
- 이촌고가교 - 경부선
- 한강대교북단교차로 - 한강대로
- 이촌지하차도 - 동작대로

## 연결 도로
동작대교와 반포대교가 연결되어 있는 지점이다. 서빙고역 삼거리에서 직진을 하면 동작대교를 탈 수 있고, 반포대교는 우회전을 하면 가능하다. 하지만, 반포대교에서 강변북로 일산방향으로 바로 갈아탈 수 있다.